# The Thief and the Fallen
Albums de Jedi Mind Tricks
Violence Begets Violence
(2011)
Singles
1. Deathless Light
Sortie : 6 mai 2015
2. Fraudulent Cloth
Sortie : 2015

The Thief and the Fallen est le huitième album studio des Jedi Mind Tricks, sorti le 2 juin 2015. On peut noter l'arrivée sur cet album de la chanteuse Yes Alexander, sur les interludes et également le dernier titre Lemarchand's Box, elle sera présente également sur les albums suivants.
L'album s'est classé 1er au Top Heatseekers, 10e au Top Rap Albums, 11e au Top Independent Albums et au Top R&B/Hip-Hop Albums, et 105e au Billboard 200.

## Liste des titres
| No  | Titre                                                                                            | Contient un (des) sample(s) de | Durée |
| --- | ------------------------------------------------------------------------------------------------ | --- | ----- |
| 1.  | Intro                                                                                            | Extrait d'une conférence de Jiddu Krishnamurti (Seeing Fear as an Extraordinary Jewel) donnée à Brockwood Park, Royaume-Uni en août 1984 | 0:31  |
| 2.  | Poison in the Birthwater                                                                         | Assassination Day de Ghostface Killah et Inspectah Deck featuring Masta Killa, RZA et Raekwon G.O.D. Pt. III de Mobb Deep                | 2:55  |
| 3.  | Rival the Eminent (featuring Lawrence Arnell)                                                    | Porque te vas de Jeanette | 3:09  |
| 4.  | Hell's Messenger                                                                                 | I Love Paris de Julie London | 2:56  |
| 5.  | Merchant of War                                                                                  | | 2:41  |
| 6.  | La Montagna Del Dio Cannibale (Interlude) (featuring Yes Alexander)                              | | 1:18  |
| 7.  | Fraudulent Cloth (featuring Eamon)                                                               | | 4:11  |
| 8.  | And God Said to Cain (featuring A-F-R-O, R.A. the Rugged Man & Eamon)                            | | 3:38  |
| 9.  | Destiny Forged in Blood                                                                          | | 2:19  |
| 10. | Il Tuo Vizio E Una Stanza Chiusa E Solo Io Ne Ho La Chiave (Interlude) (featuring Yes Alexander) | | 1:01  |
| 11. | Deathless Light                                                                                  | Aphasia du Budos Band | 2:42  |
| 12. | No Jesus, No Beast                                                                               | San Me Koitas d'Afroditi Manou et Giannis Fertis                                                                                         | 2:28  |
| 13. | The Kingdom That Worshipped the Dead (featuring Dilated Peoples)                                 | Tonight's da Night de Redman Boriquas on da Set de Frankie Cutlass featuring Fat Joe, Doo Wop et Evil Twins                              | 3:36  |
| 14. | The God Supreme                                                                                  | | 3:10  |
| 15. | In the Coldness of a Dream (featuring Thea Alana)                                                | Só d'Hareton Salvanini | 3:19  |
| 16. | Lemarchand's Box (featuring Yes Alexander)                                                       | | 2:52  |